# Le Faucon pris au piège
Pour plus de détails, voir Fiche technique et Distribution.
Le Faucon pris au piège (The Falcon Strikes Back) est un film américain réalisé par Edward Dmytryk, sorti en 1943.

## Synopsis
Tom Lawrence, surnommé le faucon, se voit accusé à tort du vol d’obligations de guerre ainsi que d'avoir commit un meurtre. Il va tout faire pour prouver son innocence.

## Fiche technique
- Titre original : The Falcon Strikes Back
- Titre français : Le Faucon pris au piège
- Réalisation : Edward Dmytryk
- Scénario : Stuart Palmer, Edward Dein et Gerald Geraghty d'après les personnages créés par Michael Arlen
- Costumes : Renié
- Musique : Roy Webb
- Société de production : RKO Pictures
- Pays de production : États-Unis
- Format : Noir et blanc - 1,37:1 - Mono
- Genre : Drame
- Date de sortie : 1943

## Distribution
- Tom Conway : Tom Lawrence
- Harriet Nelson : Gwynne Gregory
- Jane Randolph : Marcia Brooks
- Edgar Kennedy : Smiley Dugan
- Cliff Edwards : Goldie Locke
- André Charlot : Bruno Steffen
- Richard Loo : Jerry
- Edward Gargan : le détective Bates
- Wynne Gibson : Geraldine Lipton
- Mary Stuart (non créditée) : une ouvreuse au théâtre de marionnettes